# Air Canada

Air Canada logo

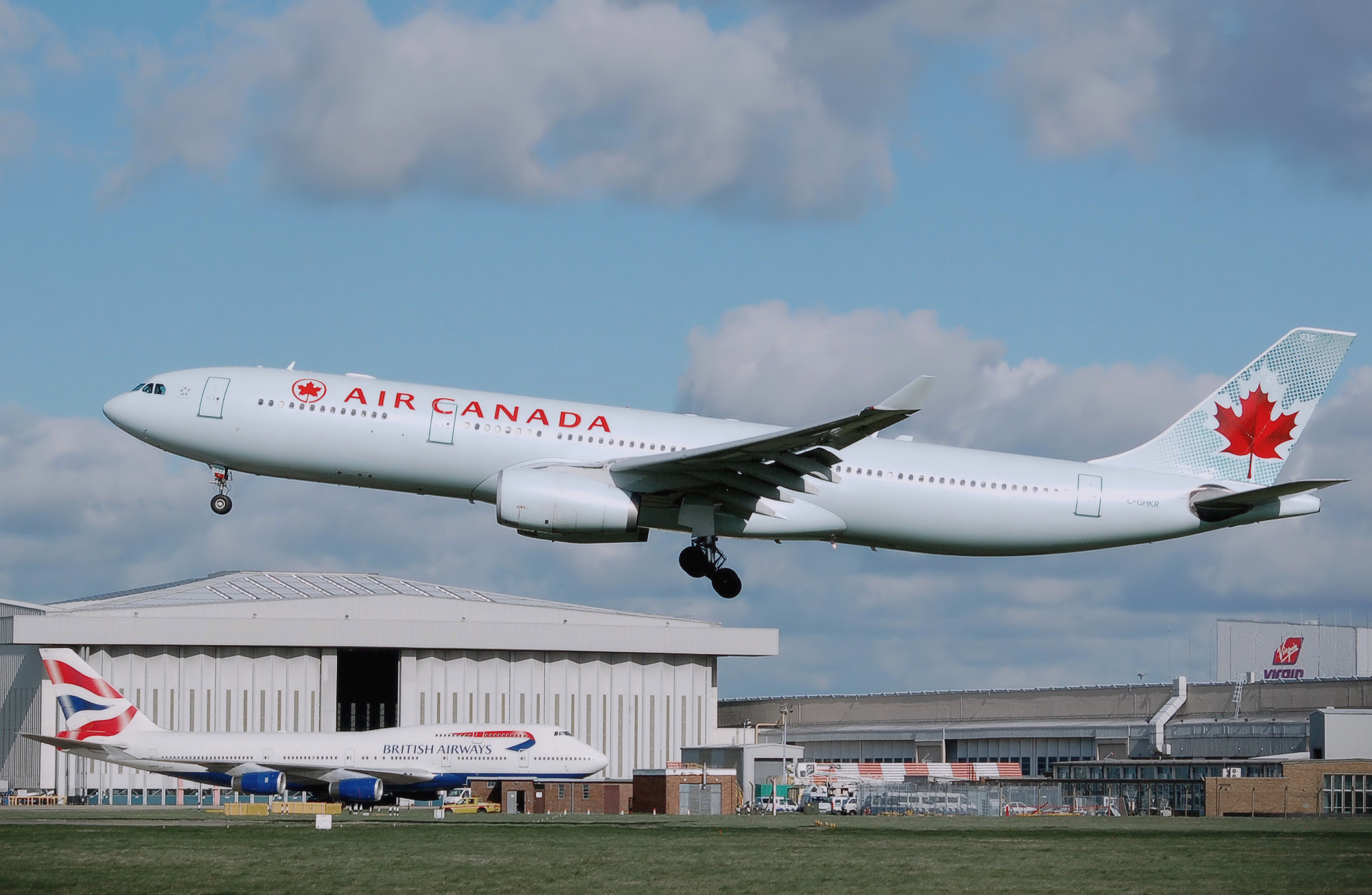
Air Canada Airbus A330-300

Air Canada este linia aeriană națională și totodată cea mai mare a Canadei. Fondată în 1937, are sediul în Montreal, Quebec. 